# 牧原れい子
牧原 れい子（まきはら れいこ、1964年9月14日 - ）は、日本のAV女優。元女優・元ストリッパー。HRSエンターテインメント所属。
身長:157cm。スリーサイズ:B85(D-70)・W58・H88cm。血液型:B型。

## 経歴・人物
東京都出身。雑誌『GORO』が公募した“激写ガール”に選ばれ、「中山れい子（なかやま れいこ）」としてグラビアデビュー。Vシネマなどにも出演。
1992年6月にロック座にてストリップデビュー。
1998年に「牧原れい子」としてAVデビュー。容姿の美しさと誰もが憧れるお姉さん的な雰囲気を持ち合わせた熟女系のAV女優として絶大な人気を得た。日刊SODオンラインでは「AV業界に熟女ブームを巻き起こした立役者」と論評された。
2002年頃に引退。
2008年8月よりAV女優としての活動を再開。2011年に黒人物を解禁したが、アナルセックス、スカトロ、ハードSM、ぶっかけ、シーメールはNGとしている。また潮吹きしない体質だという。
2009年のAVグランプリで、『犯された女教師』（2008年11月22日発売）が熟女作品部門優秀賞に選出された。
2012年5月発売の『息子の為に剃毛を受け入れたパイパン母 〜愛欲の絆で繋がる無毛の近親相姦〜』で初めてパイパンとなった。

## 出演作品

### アダルトビデオ
1998年
- 31歳恥じらいデビュー（5月19日、クリスタル映像）
- 三十路の女 乱れ舞（7月14日、クリスタル映像）
- 真夏のコスプレ カゲキ美女コレクション（7月31日、アテナ映像）オムニバス作品
- 妄想病棟 女医れい子（8月8日、クリスタル映像）共演:白石ともみ、松下由美
- 純愛おふくろさん 第1章〜第5章（9月15日、V&Rプランニング）※「牧原麗子」名義
- 僕が女性に犯されたい理由（9月18日、ソフト・オン・デマンド）
- ミニスカ女教師痴漢電車（12月21日、笠倉出版社）

1999年
- 愛しの美人モデル 失楽旅情編（1月12日、V&Rプランニング）他出演:秋山まり子 他
- ミセスの反乱 全裸小説（1月30日、シャッフル）
- 素人ギャルズ [LEVEL A] Ver.3（2月26日、アリスJAPAN）他出演:堤玲子、吉沢成美、山下愛、横井加奈子 ※「夏樹美貴」名義
- 続・純愛おふくろさん 第1章〜第5章（3月15日、V&Rプランニング）
- ドリームシャワー No.5（3月18日、ワープエンタテインメント）
- 熟女 牧原麗子 年齢34歳（6月3日、ジャメール）※「牧原麗子」名義
- 絶叫貴婦人（7月25日、アイオンコーポレーション）
- スキャンダラスマダム（8月31日、マックス・エー）
- 人妻拘束性活（10月15日、マックス・エー）
- 女教師・34歳（10月21日、スペース企画）
- 女教師 〜れい子34歳〜（11月19日、ハムレット）
- 義母さん もうガマンできない（11月25日、ロイヤル・アート）
- 人妻凌辱の標的 人妻、奪われた秘肉（ゼロコーポレーション）
- お姉様の生汁 スレンダー美人のお姉様（ジャネス）
- ××× Vol.10（超売王）
- ミセス・ハニー 1（グローリークエスト）
- エロメス 16（ZIP・ZAP）
- 母性愛 第1章〜第4章（キング企画）
- THE・義母図鑑 6（スーパーバロウズ）オムニバス作品
- お姉さんは三姉妹（レイディックス）共演:みどり、ありさ
- フェロモン系お姉さん（X-ROW）
- 誘惑ミセス 23（U&K）
- 倦怠期・欲求不満の妻 5（グラスツール）
- 熟女（JAMEEL）
- セーラーミセス 1（サクセス）
- 究極中出し5連発（情報図書）
- 燃えよ奥様! 9（ボーダー）
- 熟爛漫 淫欲の果て（ソフト・オン・デマンド）
- 牧原れい子がS・O・Dで福利厚生のため手コキ部屋を開設しました（ハムレット）
- OLの桃色まんこ 24（朝霧組）
- タブー 母と息子 16（チャージプランニング）
- 暇すぎる若妻たち（ワープエンタテインメント）オムニバス作品
- 浴衣美人名鑑（Gash）
- RUSTY 淫乱セーラーズ 5（T.M corporation）
- 恥母・恥辱肉体奉仕 2（チャージプランニング）
- 清く淫らに美しく 熟女時代（現映社）
- もっと私をHにして! 欲しがる妻（ジャネス）
- ハイミス女教師 置換電車（笠倉出版）
- 女医 肉体奉仕治療（笠倉出版）
- 噂の女教師 痴漢電車 オムニバス痴漢ストーリー（笠倉出版）オムニバス作品
- キューティー 2（フリーランス）オムニバス作品
- 素人おばさん倶楽部（夏目企画）

2000年
- ドリームシャワー 5（3月1日、ワープエンタテインメント）
- 女教師の痴態（5月19日、）他出演:水野さやか、白川真里奈
- 熟女アイドル淫夢伝説（8月1日、現映社）他出演:前川清子、川奈まり子、新田利恵、瀬戸麻衣子
- 熟女対決 菊池エリVS牧原れい子（8月25日、クリスタル映像）
- 熟爛漫 淫欲の果て（11月20日、ハムレット）
- 牧原れい子ベストセレクション（11月5日、ハムレット）※総集編
- ASIAN CABARET SLUTS 4（ツナミビデオ）
- 牧原れい子がSODで福利厚生のため手コキ部屋を開設しました（ハムレット）
- 世紀末極悪レイプ 犯 5（れいぷ）
- 熟女デート倶楽部 1（EQUADOLL）
- 妖艶美熟女 夫に内緒の10人の美人妻（ボーダー）オムニバス作品

2001年
- バリにいいエステがあるんだよ。一緒に行かない?…イッヒヒ by 溜池ゴロー（7月19日、ハムレット）
- 好きモノ義母20人の底無し我慢汁（スーパーバロウズ）
- 牧原れい子のオナニーのお手伝いしてあげる（8月9日、ハムレット）
- 全裸特別○護老人ホーム（9月7日、ハムレット）　共演:七瀬ななみ、池田あや、ヨーコ、林由美香、坂口華奈、川奈まり子
- 牧原れい子の手コキ・淫語・痴女（10月6日、ハムレット）
- 義母 〜れい子37歳〜（11月8日、SODクリエイト）
- 豪華絢爛!熟女オールスターズ（11月18日、V&Rプランニング）他出演:小林ひとみ、 川奈まり子、後藤えり子
- 童貞狩り 5（12月7日、SODクリエイト）

2002年
- メールで知り合った人妻に連れられて海にドライブに行きました（1月10日、SODクリエイト）
- 牧原れい子のエロスの女神（2月8日、SODクリエイト）共演:黒川小夏、浅井りりか、工藤かな
- 近親相姦凌辱レイプ 娘が母を犯す瞬間（3月9日、SODクリエイト）
- カリスマ熟女（3月25日、笠倉出版）他出演:川奈まり子
- 魔性 〜妻と愛人〜（4月20日、SODクリエイト）共演:川奈まり子
- SHOOTING STAR 02 牧原れい子（7月6日、ジャネス）
- 牧原れい子DVD図鑑（7月19日、SODクリエイト）※総集編
- 官能義母さん（7月12日、TMA）オムニバス作品
- 淫乱熟女スーパースター 汁だくの団地妻たち（9月27日、V&Rプランニング）共演:川奈まり子、加山なつこ

2003年
- 女教師痴漢電車 DELUXE（4月14日、FIVE STAR）他出演:岡崎美女、吉井美希、宏岡みらい、荒井まどか、小室友里、藤原史歩、美樹原礼香、成合淳、有賀美穂
- 熟女館 〜アナルの奥まで感じたいの…〜（5月23日、オブテイン・フューチャー）他出演:佐藤都、黒田真琴

2004年
- 牧原れい子先生の素人娘手コキ鑑賞ゼミナール（5月20日、SODクリエイト）共演:流川瞬、澤宮有希

2008年
- 僕のおばさん（8月25日、マドンナ）
- 特選 友達の母（9月25日、マドンナ）
- 母さんとしたい!（10月25日、マドンナ）
- 犯された女教師（11月22日、マドンナ）
- 悲涙の未亡人（12月25日、マドンナ）

2009年
- 夫の目の前で犯されて― 歪んだ絆（1月7日、アタッカーズ）
- 彼女の母親（2月25日、マドンナ）
- 母と娘 〜汚された花嫁衣裳〜（3月19日、ROOKIE）共演:麻美ゆま
- 濡れ嫁・羞恥介護 〜義父の柔肌調教〜（4月25日、マドンナ）
- 牧原れい子スペシャル8時間（5月7日、マドンナ）※総集編
- 美熟女レズビアン 〜禁じられた過去の記憶〜（5月25日、マドンナ）共演:翔田千里
- 熟母の告白 〜息子に溺れていった女〜（6月25日、マドンナ）
- 人妻痴漢調教（7月25日、マドンナ）
- 凌辱の聖母 息子の目の前で汚された母（8月25日、マドンナ）
- 悶絶美熟女の卑猥な日常 男性専門の美人エステティシャン、れい子の場合（9月25日、マドンナ）
- マドンナ学園 7 〜激情の文化祭闘争〜（10月25日、マドンナ）共演:北条麻妃、城エレン、石橋ゆう子、安岡たまき、赤井マリ
- 美熟女ソープ壺姫御殿（11月25日、マドンナ）
- 嫁の母（12月25日、マドンナ）共演:川上ゆう

2010年
- 中出しされた母（1月25日、マドンナ）
- 牧原れい子と夢のようなセックスしてみませんか?（2月25日、マドンナ）
- 美熟女ぶっかけ中出し100連発（3月25日、ダスッ!）
- 牧原れい子スペシャル8時間 Vol.2（4月7日、マドンナ）※総集編
- 最高のオナニーのために（4月13日、MOODYZ）
- 淫らな美熟女が欲しがるデカチン男の爆射ザーメン（5月25日、マドンナ）
- 母子入浴相姦（6月25日、マドンナ）
- それでも貴方に愛されたいから… 〜借金のかたに連れてこられた人妻〜（7月25日、マドンナ）
- 言いなり妻（8月25日、マドンナ）
- 人妻折檻（9月25日、マドンナ）
- 農村の母（10月25日、マドンナ）
- 美熟女レズビアン 〜絡み合う花弁の悦び〜（11月25日、マドンナ）共演:結城みさ
- マドンナ7周年記念作品 七人の団地妻 〜婦人会長選挙と下着泥棒大騒動〜（12月25日、マドンナ）共演:風間ゆみ、結城みさ、艶堂しほり、澤村レイコ、有沢実紗、北条麻妃、翔田千里（友情出演）

2011年
- 夫の前で寝取られながら…。 背徳の絆（1月7日、アタッカーズ）
- 3D美熟女共演! 叔母の誘惑と母の愛情（2月25日、マドンナ）共演:紫彩乃
- 出会った頃の君でいて 〜同窓会で燃え上がる人妻〜（3月25日、マドンナ）
- 誘惑義母の寸止めチラリズム 〜一泊二日の温泉旅行編〜（4月25日、マドンナ）
- 親戚のおばさん（5月26日、センタービレッジ）
- 極上のセンズリを貴方へ…♥（5月27日、なでしこ）
- 義母相姦 淫乱母のむれた肉体（6月1日、ヴィーナス）
- 上玉熟女の中出しソープ 極上舌技を持つ四十路遊女（6月10日、グローバルメディアエンタテインメント）
- あこがれのお義姉さん（6月24日、なでしこ）
- 友達のお母さんは家に行く度こっそり僕を犯してくれる（7月7日、V&Rプロダクツ）
- 近親［無言］相姦 隣にお父さんがいるのよ…（9月1日、ヴィーナス）
- 熟した接吻 義母さんの柔らかな唇（10月15日、ワープエンタテインメント）共演:倖田李梨
- 低賃金で働く日雇い引越し業者が、見積もりで訪れた閑静な住宅街の人妻をレイプ!（11月10日、グローバルメディアエンタテインメント）他出演:加藤なお、相澤かな
- 黒人初解禁 黒人巨大マラ VS 牧原れい子 47歳（12月10日、グローバルメディアエンタテインメント）

2012年
- リアルレイプドキュメント 農業体験に訪れた都会のセレブな人妻を40歳を過ぎても独身の農家のこせがれ達がレイプ（1月10日、グローバルメディアエンタテインメント）共演:風間ゆみ、管野しずか、結城みさ
- 夫に内緒で僕らを誘惑する上司の奥さん（2月7日、マドンナ）
- レトロなマドンナ マドンナ8周年特別企画 松本まりな×牧原れい子 2大美熟女初共演（4月25日、マドンナ）共演:松本まりな
- 電話中に母がフェラチオしてきたら…（5月20日、ネクストイレブン）他出演:金子みすず、阪田奈美、黒崎エレナ、加瀬あゆむ、平子知歌
- 息子の為に剃毛を受け入れたパイパン母 〜愛欲の絆で繋がる無毛の近親相姦〜（5月25日、マドンナ）
- 肉欲レイプに感じてしまった人妻（6月8日、マダムス）
- 美人ママの団地妻性教育（6月15日、スターパラダイス）
- 友人の母親（6月19日、ヴィーナス）
- 社宅妻スワッピング 〜夫の留守に男を弄ぶ痴熟女乱交〜（7月7日、マドンナ）共演:北条麻妃、紫彩乃
- モテキ到来、欲求不満母さんに春が来た!!（9月1日、ヴィーナス）
- 義理の息子といけない事をしてしまった母（9月28日、Mellow Moon）
- 息子に服従を誓わされた義母 〜家族の幸せを守る為、私は犯されました…。〜（10月7日、マドンナ）共演:荻原くるみ
- 有名熟女AV女優が、あなたのお宅訪問します。（10月12日、おか熟。）他出演:西城玲華、鏡麗子、翔田千里、紫彩乃
- 「熟女の口はもっと嘘をつく。」 熟雌女ANTHOLOGY #086（10月19日、アウダースジャパン）
- 中出しを求める美熟女インストラクター（10月26日、Mellow Moon）
- 近親［催眠］相姦 いんらん覚醒母（11月1日、ヴィーナス）
- 童貞の僕を筆おろししたがる義母（11月9日、マダムス）
- 中出し お義母さんが教えてあげる 息子の白濁スペルマを受け入れる母たち（12月25日、ビッグモーカル）他出演:横山みれい、青山真希

2013年
- 筆おろし 童貞君!こんな素敵な素人妻に筆おろしされてみませんか? 癒し美人妻編（2月25日、ビッグモーカル）他出演:青山真希、横山みれい
- 不倫妻 隣人に犯されて（3月19日、ドグマ）
- 工場の飯炊きおばさん 〜疲れた男達を身体で癒して〜（3月25日、マドンナ）
- 幻母 禁断母子スワップ 美顔姉妹中出し狂想曲（4月1日、ヴィーナス）共演:矢部寿恵
- おもらし団地妻 ガマンできない公然失禁（5月19日、ヴィーナス）
- 絶対に僕から視線を外さない母さんの愛欲セックス（6月6日、センタービレッジ）
- 匂い立つ熟女のムレたノーパンパンスト（6月28日、EROTICA）
- 叔母の誘惑（7月25日、マドンナ）
- 昭和背徳情話 忍びよる献身愛への罠（8月2日、オルガ）
- 堕ちた人妻奴隷教師（8月7日、ヴィーナス）
- おばさん家庭教師 〜お子さんの童貞卒業させてあげます〜（8月29日、センタービレッジ）
- 近親［無言］相姦 隣にお父さんがいるのよ…（9月1日、ヴィーナス）
- 丸ごと! 牧原れい子8時間 〜世界に一人だけのマドンナBEST〜（9月7日、マドンナ）※総集編
- 友人の母 息子の友人に犯され、幾度もイカされてしまったんです…（9月13日、溜池ゴロー）
- 息子の包茎チ●ポが愛しくて…（10月1日、エマニエル）
- 美熟女教師だらけの童貞男子校（10月7日、マドンナ）共演:小森愛、秋野千尋、青山葵
- 寝盗られた人妻（10月25日、なでしこ）
- S級熟女コンプリートファイル 牧原れい子4時間（11月1日、ヴィーナス）※総集編
- 人妻寝取られ縛り（11月7日、マドンナ）
- Madonna10周年記念作品 マドンナ熟女祭 〜10年に1度の大祭を仕切るのは誰!?愛液乱れ飛ぶ婦人会対抗の乱〜（12月25日、マドンナ）共演:白木優子、愛田奈々、小森愛、三浦恵理子、結城みさ、翔田千里、村上涼子、北条麻妃、風間ゆみ、友田真希

2014年
- 女帝 牧原れい子4時間 Golden Best（1月16日、センタービレッジ）※総集編
- 寝取られ温泉旅行 〜湯けむりで燃え上がる相姦の湯〜（1月25日、マドンナ）
- お義母さん 〜肩身が狭い婿養子〜（2月1日、エマニエル）
- 親戚のおばさんに筆おろしされた僕。 9（2月8日、LEO）共演:北原夏海、若松かをり
- 完全主観レイプ 〜あなたお願い、こっちを見ないで〜（3月1日、ヴィーナス）
- いきなりパンツ脱がせてM字開脚 恥じらいの美熟女ドエロマ●コ（3月7日、LEO）他出演:神崎久美、五十嵐しのぶ
- 情炎未亡人 〜悶え堕ちる独り身の貞操〜（3月7日、オルガ）
- パイパン美熟女レズビアン 〜夜露に濡れる薔薇とかすみ草〜（4月7日、マドンナ）共演:風間ゆみ
- AVを拾う人妻（4月13日、溜池ゴロー）
- SEXは熟女のほうがウマいに決まってる。（4月19日、乱丸）
- 近親入浴相姦 水不足!! 嫌々母ちゃんと風呂に入ったら、スケベな裸にうっかり勃起した僕のチンコ。（5月1日、エマニエル）
- 下宿先の世話焼き大家さん（5月7日、マドンナ）
- 下宿先の奥さんがエロすぎて…（5月7日、ヴィーナス）
- 義母娘 接吻レズ調教 〜仕組まれた罠・愛憎の嫁姑関係〜（5月7日、ビビアン）共演:新井エリー
- 世話焼き母さんの献身看護（5月22日、センタービレッジ）
- 大衆熟女風俗 〜「ソープへ行け!」と言われた若者が集う優良店〜（6月25日、マドンナ）
- 牧原れい子の鬼コキ!! 〜エロコスとド淫語でドピュドピュ発射させられちゃった僕〜（7月7日、ヴィーナス）
- ノーパンで僕を誘惑する隣の奥さん（8月7日、マドンナ）
- S級熟女コンプリートファイル 牧原れい子4時間 其之弐（9月1日、ヴィーナス）※総集編
- 年下男が群がる未亡人（9月7日、マドンナ）
- 生誕50周年! 一夜限り、伝説のストリッパー 牧原れい子復活!!（11月7日、マドンナ）
- 愛しい夫の為に身体を差し出した姉さん女房（12月7日、マドンナ）

2015年
- 昭和を生き抜いた情艶の女（1月9日、オルガ）※総集編
- 部長の奥さんがエロすぎて…（1月19日、ヴィーナス）
- 卑猥な言葉と淫らな身体で僕を誘惑してくる母（1月25日、マドンナ）
- 縁切り屋（別れさせ屋）（1月25日、セレブの友）
- 赤い口紅は久しく…。 美熟女純愛レズ美アン（2月13日、U&K）共演:矢部寿恵
- 近親相姦中出しソープ 初めての熟女風俗、指名したら母ちゃんだった（2月13日、ヴィーナス）
- 淫乱過ぎる未亡人 死んだ夫と生き写しの男に幸せだった日々の温もりを求めて肉棒を咥える 濃密快楽ふしだらSEX（2月19日、エマニエル）
- 情事 夫は知らない妻の裏顔（3月1日、FAプロ）他出演:西野エリカ、守田怜奈
- 真正中出し再解禁!! 中出しされた人妻町内会長（3月7日、マドンナ）
- 母の友人（3月27日、ドリームステージエンタテインメント）
- 目撃!近親相姦 母・嫁・妹（4月1日、FAプロ）他出演:愛沢エルサ
- 義父の子を孕んだ嫁（4月3日、カマタ映像）
- 美人母の手ほどき（4月20日、スターパラダイス）
- 熟女2人と夢のルームシェア（4月25日、マドンナ）共演:加山なつこ
- サラ金女社長…転落の瞬間 7 仕組まれた復讐終わらない緊縛拘束 肉体陵辱に哀しくイキ果てる過酷な裏社会の掟（4月25日、セレブの友）
- 人妻ハイレグ羞恥（5月25日、マドンナ）
- さびれた料亭を立て直す為に 身体を張って痴女る女将 〜貴方のチ○ポで私のお店を救ってください〜（5月25日、セレブの友）
- 父が出かけて2秒でセックスする母と息子（6月1日、ヴィーナス）
- 湯けむり近親相姦 母子入浴交尾（7月13日、ヴィーナス）
- 女くず弁護士 3 どんな相手も買収する手段を選ばぬ快楽痴女責め逆転裁判セックス!（7月13日、セレブの友）
- 丸ごと! 牧原れい子 SPECIAL 16時間 〜GOD OF 五十路美熟女の絶頂38本番BEST〜（8月7日、マドンナ）※総集編
- スグにやりたがる女 ソレを我慢できない女の話し（9月13日、FAプロ）他出演:星野ゆず、水城奈緒、天野小雪
- 母子交尾 【龍王峡路】（10月30日、ルビー）
- 母!溺愛 艶めかしい肢体の五十路美人ママと ……トロける近親相姦ライフ（10月30日、ルビー）

2016年
- S級熟女コンプリートファイル 牧原れい子 4時間 其之参（1月13日、ヴィーナス）※総集編
- 牧原れい子BEST 14時間20分コンプリートBOX（1月13日、セレブの友）※総集編
- 異常愛 子離れできない母親達（7月25日、Yellow Moon）他出演：矢部寿恵、烏丸まどか、船木千恵美
- ヨガりメス（10月13日、セレブの友）他出演：篠田あゆみ、安野由美、谷原ゆき、冴木真子

2017年
- 夫の為に、生活の為に… 他人様に抱かれる妻!（1月25日、FAプロ）他出演：江波りゅう、愛沢エルサ、Maika

2018年
- 人妻艶情 ～時代に逆らった背徳の不貞妻～（3月9日、新世紀文藝社）他出演：北条麻妃、翔田千里
- 義母姦 義理の息子に犯されて（6月8日、新世紀文藝社）他出演：華月さくら、加山なつこ

2019年
- 「…そして奇跡の五十路熟女優は、伝説になった。」 S級熟女フルコンプリートBOX 牧原れい子16時間4枚組（3月19日、VENUS）※単体ベスト
- 五十路 美熟女ベスト 牧原れい子 4時間 奇跡の美貌マドンナ（6月7日、Mellow Moon）※単体ベスト

### Vシネマ
- 艶美母（2002年10月25日、ミュージアム）
- 三代目代行（2014年、オールインエンタテインメント）

## 書籍

### 写真集
- Juvu-Juvu（2000年5月10日、ぶんか社、撮影：川人忠幸）ISBN 978-4821124350
- 艶姫（2013年11月30日、ミリオン出版）ISBN 978-4813022350

### 雑誌
- 激ヤバ生中出し! 超S級極嬢 STYLE 24年01月号増刊 母子相姦 実母ワールド（カリスマ女優の母子性愛 牧原れい子特集）